# 萨伏依公国
萨伏依公国（法語：Duché de Savoie）是1416年至1713年间曾经存在于西欧的独立公国，由萨伏依家族统治，领土包括今日意大利西北部和法国的东南部的部分地区。

## 歷史

### 十五世紀
西元1416年，神聖羅馬帝國皇帝西吉斯蒙德將薩伏依自伯國升格為公國，薩伏依的阿梅迪奥八世為其第一任公爵。
阿梅迪奧八世的統治期是薩伏依歷史上關於經濟、王國政策的轉捩點。他的統治期可以說是戰爭、改革和法令最為重要。阿梅迪奧八世於在位期間為了擴張領土而進攻蒙費拉托公國與薩盧佐。

### 十六世紀
1504年，薩伏依公國的第八任公爵菲利貝托二世死亡，較為軟弱的繼任人卡洛三世繼位。
自1515年起，薩伏依陸續被數個外國敵對勢力佔領，且法王法蘭索瓦一世也對等待機會進佔並取得薩伏依。二十一年後，西元1536年，法蘭索瓦一世以強大的軍事力量進攻。薩國公爵查理三世試圖在杜林反擊，但在同年4月3日以失敗收場。
西元1563年，因義大利戰爭而簽訂的卡托-康布雷西和約與法蘭西的瑪格麗特的婚姻，當時的薩伏依公爵埃马努埃莱·菲利貝托獲得法國歸還領土，並結束法國在薩伏依超過二十年的統治。
有鑑於法國對薩伏依長年的統治，埃馬努埃萊·菲利貝托不再信任法國，並決定使薩伏依義大利化。他將薩伏依的首都遷至杜林。
第十一任薩伏依公爵卡洛·埃马努埃莱一世為擴大公國的領土進佔1601年蒙費拉托公爵簽訂的里昂條約所割讓給法國的薩盧佐。儘管查理的戰爭大多以失敗收場，他仍因才華、在位期間的優秀改革被稱作「偉大的查理」。